# Zavida
Zavida (en serbio: Завида) o Beli Uroš (Бели Урош, «Uroš el Blanco») fue un gobernante serbio del siglo XII que fue župan de Zahumlia y luego ostentó el título de señor de Ribnica.

## Gobierno
Era familiar, tal vez hijo, de Uroš I de Rascia, aunque no se sabe con certeza.
Gobernó la provincia de Zahumlia hasta que se enemistó con sus hermanos; el conflicto determinó que fuese arrumbado a la región de Doclea antes del 1113. Allí se le permitió ostentar el título de señor de Ribnica (integrada en la moderna Podgorica). Al morir Jorge I de Doclea en la década de 1130, la familia de Zavida recuperó algo del poder que había tenido anteriormente en Serbia.
Su primogénito, Tihomir, fue escogido para gobernar Rascia en calidad de gran župan cuando el emperador bizantino Manuel I dividió los territorios entre todos los hijos de Zavida; los demás hermanos recibieron feudos (česti): Stracimir obtuvo las tierras del Morava occidental; Miroslav, Zahumlia y Travunia; Esteban Nemanja, Toplica, Ibar, Rasina y Reke.

## Familia
- Tihomir (muerto 1169), el primogénito, gobernó como gran župan de Rascia (1163-[1166] 1168).
- Stracimir (fallecido después del 1189), administró la región del  Morava occidental (1163-[1166] 1168, 1169-¿?).
- Miroslav (muerto en el 1196 o 1199), gobernó Zahumlia (de 1163 hasta 1168, y de 1169 hasta su muerte).
- Esteban Nemanja (1113-1199), el benjamín, fue gran Župan de Rascia ([1166] 1168-25/03/1196).
- Una o varias hijas, puesto que Nemanja y sus hermanos aparecen en los documentos como tíos maternos de Miguel III de Doclea).

Esteban I Nemanjić fue nieto de Zavida.